# Dave Jurasevich
Dave Jurasevich (* 1950 in Chicago) ist ein US-amerikanischer Amateurastronom und hauptberuflich Superintendent am Mount-Wilson-Observatorium in Kalifornien. In Fachkreisen wurde er durch seine fotografische Entdeckung des Seifenblasen-Nebels (Sternbild Schwan) im Juli 2008 bekannt.
Der späte Nachweis dieses äußerst zarten planetarischen Nebels regte inzwischen die Suche nach ähnlichen Gaswolken in der Milchstraße an.
Jurasevich graduierte 1972 an der California Polytechnic University in Maschinenbau. Er arbeitete dann in der chemischen Industrie und befasste sich mit der Meerwasser-Entsalzung. Das Astronomie-Hobby betreibt er seit den 1960ern, in denen er im Alter von 13 Jahren seinen ersten Teleskopspiegel schliff. Lange ausschließlich als visueller Beobachter an Acht- bis 14-Zöllern tätig, wechselte er erst 2002 von Doppelsternen und Nebeln zur Astrofotografie mit CCD, wo er sich auch intensiv mit Hard- und Software befasst.
Er ist verheiratet und hat zwei Kinder, die seine astronomischen und Bergsteiger-Interessen teilen.